# Eine Liebe in Afrika
Eine Liebe in Afrika ist ein zweiteiliges Fernsehmelodram von Xaver Schwarzenberger, der auch hinter der Kamera stand, aus dem Jahr 2003. Neben Heiner Lauterbach sind Julia Stemberger, Bernhard Schir, Friedrich von Thun, Renée Soutendijk, Hans-Michael Rehberg und Monica Bleibtreu in wichtigen Rollen besetzt. Hannelore Elsner wirkt als spezieller Gast in dem Zweiteiler mit.
Zur Erstausstrahlung des Films schrieb der Sender: „‚Eine Liebe in Afrika‘ ist eine Liebesgeschichte vor dem Hintergrund der wachsenden sozialen Probleme der südafrikanischen Gesellschaft. Es geht um Jo (Heiner Lauterbach), einen anglikanischen Bischof, der für soziale Gerechtigkeit und gegen die Ausbreitung von HIV kämpft, und um Miriam (Julia Sternberger), deren Leben durch den Unfall ihres Verlobten (Bernhard Schir) in den Grundfesten erschüttert wird.“

## Handlung

### Teil 1
Stefan von Braun, ein erfolgreicher Chirurg, ist mit seiner Verlobten, der Physiotherapeutin Miriam Steiner, auf dem Weg nach Südafrika. Sein Vater Bernhard feiert seinen 70. Geburtstag. Stefan ist in Südafrika aufgewachsen, war aber seit nunmehr schon zehn Jahren nicht mehr dort. Damals verließ er seine Heimat, um in München ein Studium der Medizin aufzunehmen. Seinerzeit verließ er das Land, da sein Vater eine Affäre mit Denise hatte, noch bevor seine Mutter gestorben war. Er heiratete Denise dann auch alsbald nach dem Tod seiner Frau. Das Wiedersehen zwischen Vater und Sohn fällt verhalten aus. Stefans Vater, ein liberaler Großgrundbesitzer, dem die Probleme der Schwarzen ganz und gar nicht egal sind, zeigt sich wenig begeistert davon, dass Bernhard Miriam heiraten will, da er der Meinung ist, sie passe nicht in die Familie. Sein Verhalten Miriam gegenüber ist dann auch geprägt von seiner Einstellung.
Als Stefan Miriam offenbart, dass er eigentlich gern in Südafrika bleiben würde, ist sie alles andere als begeistert. Das Land ist ihr nicht nur fremd, es hat auch etwas Bedrohliches für sie. Sie möchte auf jeden Fall zurück nach Europa.
Ein Raubüberfall, bei dem Stefan lebensgefährlich verletzt wird, ändert alles. Während Stefan im Krankenhaus ist, kümmert sich sein bester Freund, der anglikanische Bischof von Uzimvubu Johannes „Jo“ Mallinger, um Miriam. Um die junge Frau von ihren trüben Gedanken abzulenken, nimmt Jo sie mit auf seine täglichen Touren durchs Land. Der Bischof ist dafür bekannt, dass er sich vehement für die Verbesserung der Lebensbedingungen der schwarzen Bevölkerung einsetzt und dagegen ankämpft, dass AIDS und Gewalt einen immer größeren Raum im Land einnehmen. Nach und nach bringt er Miriam dadurch das für sie fremde Land näher und auch die Menschen, die dort leben. In einer dieser Nächte kommen Jo und Miriam sich sehr nahe.
Es ist schwer für Miriam zu akzeptieren, dass Stefan von der Hüfte ab gelähmt bleiben wird. Sein Vater will, dass er auf den Familiensitz „Rosebud“ zurückkehrt. Stefan bittet Miriam, seine Angelegenheiten in Deutschland zu regeln. Auf dem Flughafen findet sich Jo ein und will wissen, ob sie wiederkommen werde. „Soll ich denn wiederkommen, Hochwürden“, fragt Miriam. Sie müsse wiederkommen – für Stefan, ist seine Antwort.

### Teil 2
Miriam ist zurück und versucht, sich um Stefan zu kümmern. Er lässt sie jedoch nicht mehr an sich heran, auch, weil er nicht mehr mit ihr schlafen kann und der Meinung ist, ihr nichts mehr bieten zu können. Als sie wieder auf Jo trifft, erzählt dieser ihr, dass Stefan ihn gebeten habe, sich um sie zu kümmern. Stefans Vater hingegen will ihm die Farm übereignen und hofft, dass sein Sohn als Weinbauer in seiner Heimat einen neuen Lebenssinn findet. Der Arzt wehrt jedoch verärgert ab. Eigentlich kann man ihm überhaupt nichts mehr recht machen. Einzig mit Denise redet er noch offen. Nun hat er sich in den Kopf gesetzt, sein Vater solle Miriam seinen Anteil überschreiben. Als Bernhard von Braun abwehrt, bittet er ihn, es ihm zuliebe einfach zu tun.
Jo hat neben vielen anderen Problemen auch mit dem Phänomen zu tun, dass junge schwarze Männer glauben, Aids durch Sex mit einer Jungfrau bekämpfen zu können, wodurch es immer wieder zu Vergewaltigungen kommt. Der Bischof versucht mit seinen schwarzen Vertrauten eine Lösung zu finden, dass die Männer diesem Irrglauben nicht weiter erliegen.
Stefan spricht mit Miriam, er will, dass sie zugibt, dass sie ihn wegen Jo verlassen würde, wenn er gesund wäre. Miriam lässt ihn entnervt allein. Irgendwann werde sie ihn verstehen, murmelt er traurig. Zur selben Zeit fährt Carl Houwer bei Jos Haus vor. Er ist jedoch nicht zu Hause. Seine Mutter bittet ihn widerwillig herein. Er erzählt ihr, dass er gedenke, Jo bei seiner Aidsaufklärungskampagne zu unterstützen. Das hat auch damit zu tun, dass er inzwischen mit den schwarzen Anwältin Anina zusammen ist. Derweil erfährt Jo von Jane, dass er der Vater ihrer inzwischen 7-jährigen Tochter Emilie ist und dass sie ihn seit Jahren liebe, aber sich nie getraut habe, diese Liebe einzufordern.
Als Jo zurückkommt, erwartet ihn Stefan vor dem Haus. Er beharrt darauf, dass Miriam ihm nicht helfen könne. Wieder will er, dass Jo sich um Miriam kümmern solle, sie liebe ihn, auch wenn sie es nie zugeben würde. Er will wissen, ob Stefan Miriam auch liebe. Als Jo herumlaviert, meint er, Jo solle einmal ja zu einer Frau sagen. Warum könne er das nicht, seinetwegen brauche er kein schlechtes Gewissen zu haben. Ah, seine berufliche Obsession hindere ihn, den Heiligen, die Lichtgestalt wohl daran. Er kenne keinen Menschen, der so egomanisch und narzisstisch sei, wie Jo.
Nur kurze Zeit später ist Stefan tot. Die von ihm gelenkte Cessna hat der erfahrene Pilot bewusst abstürzen lassen. Jo hält in der Kirche, die Trauerrede, die eigentlich zum Ort der Eheschließung von Stefan und Myriam werden sollte. Bernhard von Braun ist am Boden zerstört. Obwohl er erst seine Schwierigkeiten mit Miriam hatte, hofft er nun, dass sie bleiben wird. Miriam ist jedoch fest entschlossen, das Erbe auszuschlagen und abzureisen. Als sie sich von dem Schulprojekt, bei dem sie mitgeholfen hatte, und Sophia, einer jungen schwarzen Frau, verabschieden will, kommt ein Wagen angefahren und ein junger Mann ruft, Marias Vergewaltiger seien wieder frei. Das Auto setzt sich in Bewegung und Miriam folgt nach kurzem Zögern der Aufforderung, aufzuspringen. Auch bei Jo und Jane, die Aids-Aufklärung betreiben, verbreitet sich die Nachricht in Windeseile. Inzwischen sind schwarze Frauen, angeführt von der alten Oma, zur Hütte der beiden jungen Männer vorgedrungen und haben die Tür eingeschlagen. Ihr Enkel Mango kann zwar auf die alte Dame einwirken. Trotzdem kommen beide junge Männer zu Tode, einer durch die Hand der Frauen, der andere durch die herbeigerufene Polizei. Nach diesem Vorfall entschließt Miriam sich, vorerst, wie sie sagt, zu bleiben. Nachdem sie mit Jane geklärt hat, dass diese nichts gegen eine Verbindung zwischen ihr und Jo einzuwenden hat, geht Miriam zu Jo. Er ist mutlos und will sein Bischofsamt aufgeben, da er bisher kaum etwas bewirkt habe. Und sie habe sich entschieden, für Afrika und für ihn. Jos Reaktion ist nicht so, wie Miriam sich das erhofft hatte. Jo muss noch einmal einen kurzen Umweg machen, um sich dann endlich einzugestehen, dass er Miriam an seiner Seite haben möchte.

## Produktion

### Produktionsnotizen
Der Film entstand als Koproduktion der ARD Degeto, des BR und des ORF. Es handelt sich um eine Produktion der TeamWorx Television & Film GmbH in Zusammenarbeit mit Two Oceans Production (PTY) Ltd. und von Ufa Fiction im Auftrag der ARD Degeto. Die Redaktion des Films lag bei Stephanie Heckner, Thomas Jansing, Hans-Wolfgang Jurgan und Alexander Vedernjak. Der ausführende  Produzent war Wolfgang Hantke. Die Produktionsleitung oblag Frank Salmon, als Line Producer fungierte Giselher Venzke, Two Oceans Production. Der Dank des Teams galt Gladstone Mali, Zingi Mtuzula, Caroli und Rolf Dienst, und den Bewohnern des Townships Khayelitsha. Als Berater während der Dreharbeiten fungierte der Geistliche Stefan Hippler, der von 1997 bis 2009 die deutsche katholische Gemeinde am Kap betreut hatte.
Der Titelsong I’d Be Waiting wird von Xavier Naidoo vorgetragen.

### Hintergrund
Produzent Nico Hofmann meinte, man suche mit dem Film mehr als die Kitschkulisse Tafelberg und stellte fest, dass man in Südafrika wegen der Inflation 20 bis 30 Prozent billiger drehen könne als in Deutschland. Die Drehbuchautorin Gabriela Sperl erzählte, dass sie „selten so viel Herzlichkeit und Lebensmut erfahren“ habe, „wie bei diesen armen Menschen, die buchstäblich im Dreck auf einer ehemaligen Müllhalde leben“ würden. Verglichen mit deren Leben, seien wir in Europa auf der Insel der Seligen, ergänzte Julia Stemberger. Auch Heiner Lauterbach gab sich weniger cool als man es von ihm gewohnt ist. Er meinte: „Ich glaube wirklich, dass wir keinen Schmäh machen, sondern ziemlich genau die Realität zeigen.“ Die Schauspieler drehten zwei Wochen in den Townships von Kapstadt. Neben den schwarzen Darstellern waren auch rund 200 Komparsen aus dem Viertel dabei.

### Veröffentlichung
Die Erstausstrahlung des 1. Teils des Films fand am 22. Januar, die des zweiten Teils am 24. Januar 2003 in der ARD statt. Am 20. Februar 2007 gab M.I.B.-Medienbetrieb in Buchholz den Film auf DVD heraus.

## Kritik
Rainer Tittelbach von tittelbach.tv gab dem Film 3½ von 6 möglichen Sternen und schrieb, der Film zeige „beide Seiten der“ südafrikanischen „Wirklichkeit“. Der Zweiteiler entwerfe vor dem Hintergrund der sozialen Probleme des Landes ein Melo nach „Dornenvögel“-Art. Dies sei ein Film über „die Spielarten der Liebe“. Über allem schwebe „die Sehnsucht nach Romantik“. Dass der „zwischen erlesenen Bildkompositionen und realistischen Gettobildern pendelnde Film von Xaver Schwarzenberger solche Themen und Tonlagen“ anschlage, mache ihn „zu mehr als einem kalkulierten Großprojekt“. Man spüre, „das Herzblut der Beteiligten“. Entstanden seien „authentische Bilder ohne voyeuristische Note“, schrieb der Kritiker, „dennoch: eine schwarze Hauptrolle hätte die Glaubwürdigkeit des Zweiteilers unterstrichen“.
Kino.de war der Ansicht, der Zweiteiler, der eingebettet sei „in eine Lovestory“, versuche „ein facettenreiches Bild Südafrikas mit all seine sozial brisanten Widersprüchen und Konflikten zu zeichen“. Zwar sei dies „eine hervorragend gelungene Filmarbeit, aber auch eine stark ans Herzeleid appellierende Liebesgeschichte, die sich auf Augenhöhe mit den Pilcher-Verfilmungen im ZDF“ bewege. „Diesen Preis“ müsse „man wohl in Kauf nehmen, um im Rahmen eines Primetime-Spielfilms einem Millionenpublikum von gesellschaftlichen und politischen Problemen zu erzählen“. […] „Über die kitschigen Szenen“ trügen einen „die starken Schauspieler, allen voran ein zwischen asketischer Introvertiertheit und leidenschaftlicher Hingabe pendelnder Heiner Lauterbach, hinweg.“
Das Fernsehmagazin Prisma meinte, „Liebe und Leid, Glück und Tod, alles, was Liebesfilme auszeichne, biete auch dieser Zweiteiler“. Zudem habe der Regisseur „in diesem Drama eine große Liebesgeschichte mit dem Hintergrund der wachsenden sozialen Probleme der südafrikanischen Gesellschaft“ verbunden. So zeige er „das qualvolle Sterben einer jungen Mutter, die Vergewaltigung eines Mädchens und die grausame Selbstjustiz innerhalb der Slums“.
Der Filmdienst stellte dem Film kein gutes Zeugnis aus und bemängelte vor allem, dass der Zuschauer glauben solle, dass weiße Menschen schwarzen überlegen seien. Das las sich so: Unglaubwürdige (Fernseh-)Schmonzette, ideenarm und aufgebauscht in der trügerischen Hoffnung, durch eine Mischung aus ‚Dornenvögel‘ und Sozialromantik bestehen zu können. Der Zuschauer soll glauben, dass nur der weiße Mann den schwarzen Mann, der sich in Aberglaube, Unkenntnis, Gewalt und Untätigkeit suhlt, retten kann; und der weiße Mann muss viel predigen, drohen und fordern, um den schwarzen Mann dazu zu bringen, einen Schritt vorwärts zu tun. – Ab 16.
Auch TV Spielfilm sah das ähnlich. Dort hieß es: „Der klischeebeladene Gefühlsfilm wäre gern kritisch, benutzt die Elendsquartiere aber nur als exotische Kulisse.“ Fazit: „Afrikas Probleme im Weichspülgang.“